# Glutaminas

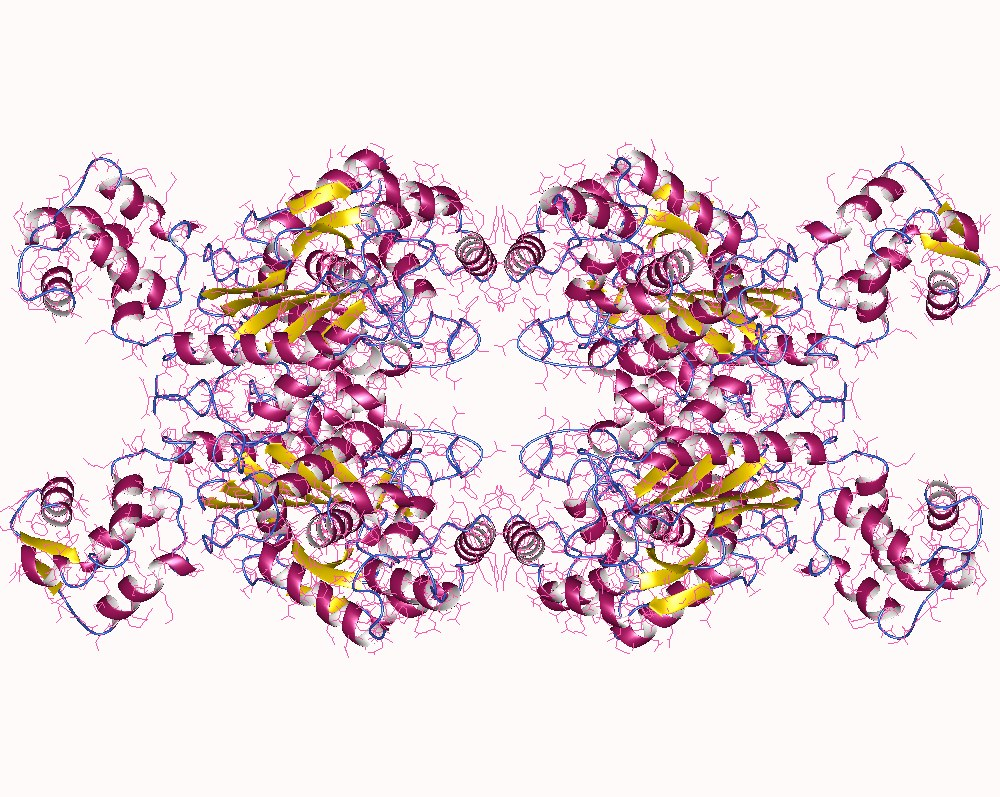
Glutaminas tetramer, Human.

Glutaminas är ett enzym som katalyserar omvandlingen av glutamin till glutamat, nettoreaktionen är:
Glutamin + H2O → Glutamat + NH3
Glutaminas uttrycks i periportala hepatocyter, där det genererar ammoniak, NH3, som används i syntesen av urinämnet urea. Detta är viktigt i upprätthållandet av ammoniakbalansen i kroppen.